# What Have You Done for Me Lately
What Have You Done for Me Lately ist ein Lied von Janet Jackson aus dem Jahr 1986, das von ihr und dem Duo Jimmy Jam und Terry Lewis geschrieben wurde. Es erschien auf dem Album Control.

## Geschichte
What Have You Done for Me Lately handelt von einer schlechten Beziehung, in der ein Mann nichts für seine Frau macht. Jackson, in der Rolle der Frau, fragt ihn, ob er ihr einen Gefallen tut. Seitdem das Lied Janet Jackson den internationalen Durchbruch verschaffte, ist es Bestandteil jeder Tournee. Der Song erschien am 13. Januar 1986 und wurde in den Niederlanden ein Nummer-eins-Hit.

## Musikvideo
Die Regie des Musikvideos führten Brian Jones und Piers Ashworth im Dezember 1985. Zu Beginn des Videos unterhält sich Janet Jackson mit ihrer Freundin über ihren Freund, dann singt sie den Song. Daraufhin taucht ihr Freund auf, wobei alle in der Bar erstaunt gucken. In Form einer Performance macht Jackson ihm die Probleme in der Beziehung klar, woraufhin alle mittanzen. Die Choreografin des Clips war Paula Abdul.

### Chartplatzierungen
| ChartsChartplatzierungen       | Höchstplatzierung | Wochen |
| ------------------------------ | ----------------- | ------ |
| Deutschland (GfK)              | 8 (13 Wo.)        | 13     |
| Schweiz (IFPI)                 | 9 (11 Wo.)        | 11     |
| Vereinigte Staaten (Billboard) | 4 (21 Wo.)        | 21     |
| Vereinigtes Königreich (OCC)   | 3 (14 Wo.)        | 14     |

| ChartsJahrescharts (1986)      | Platzierung |
| ------------------------------ | ----------- |
| Vereinigte Staaten (Billboard) | 43          |

### Auszeichnungen für Musikverkäufe
| Land/Region                  | Auszeichnungen für Musikverkäufe (Land/Region, Auszeichnung, Verkäufe) | Verkäufe |
| ---------------------------- | ---------------------------------------------------------------------- | -------- |
| Australien (ARIA)            | Gold                                                                   | 35.000   |
| Kanada (MC)                  | Gold                                                                   | 50.000   |
| Vereinigte Staaten (RIAA)    | Gold                                                                   | 500.000  |
| Vereinigtes Königreich (BPI) | Silber                                                                 | 252.000  |
| Insgesamt                    | 1× Silber · 3× Gold ·                                                  | 837.000  |

Hauptartikel: Janet Jackson/Auszeichnungen für Musikverkäufe

## Coverversionen
- 1988: Ed Starink
- 1994: La Toya Jackson
- 2002: Bobby Brown